# Cantó de Pont-Sainte-Maxence
El cantó de Pont-Sainte-Maxence és una divisió administrativa francesa del departament de l'Oise i del districte de Senlis. El cap cantonal és Pont-Sainte-Maxence i agrupa 13 municipis.

## Municipis
| Municipi                | Població* | Codi postal | Codi INSEE |
| ----------------------- | --------- | ----------- | ---------- |
| Beaurepaire             | 67        | 60700       | 60056      |
| Brasseuse               | 136       | 60810       | 60100      |
| Fleurines               | 1 764     | 60700       | 60238      |
| Pontpoint               | 2 794     | 60700       | 60508      |
| Pont-Sainte-Maxence     | 12 445    | 60700       | 60509      |
| Raray                   | 144       | 60810       | 60525      |
| Rhuis                   | 84        | 60410       | 60536      |
| Roberval                | 351       | 60410       | 60541      |
| Rully                   | 732       | 60810       | 60560      |
| Saint-Vaast-de-Longmont | 539       | 60410       | 60600      |
| Verberie                | 3 283     | 60410       | 60667      |
| Verneuil-en-Halatte     | 4 037     | 60550       | 60670      |
| Villeneuve-sur-Verberie | 624       | 60410       | 60680      |

* Dades del 1999

## Història
| Data d'elecció                           | Identitat        | Partit          | Qualitat |
| ---------------------------------------- | ---------------- | --------------- | -------- |
| 1945-1955                                | M. Firmin        | RPF després dvd |          |
| 1955-1961                                | Fernand Girod    | dvd             |          |
| 1961-19XX                                | M. Firmin        | UNR després dvd |          |
| 19XX-1985                                | Gérard Palteau   | PS              |          |
| 1985-2011                                | Jean-Claude Hrmo | RPR després UMP |          |
| 2011-…                                   | Michel Delmas    | PS              |          |
| les dades anteriors no són pas conegudes |                  |                 |          |